# Radioisótopo natural

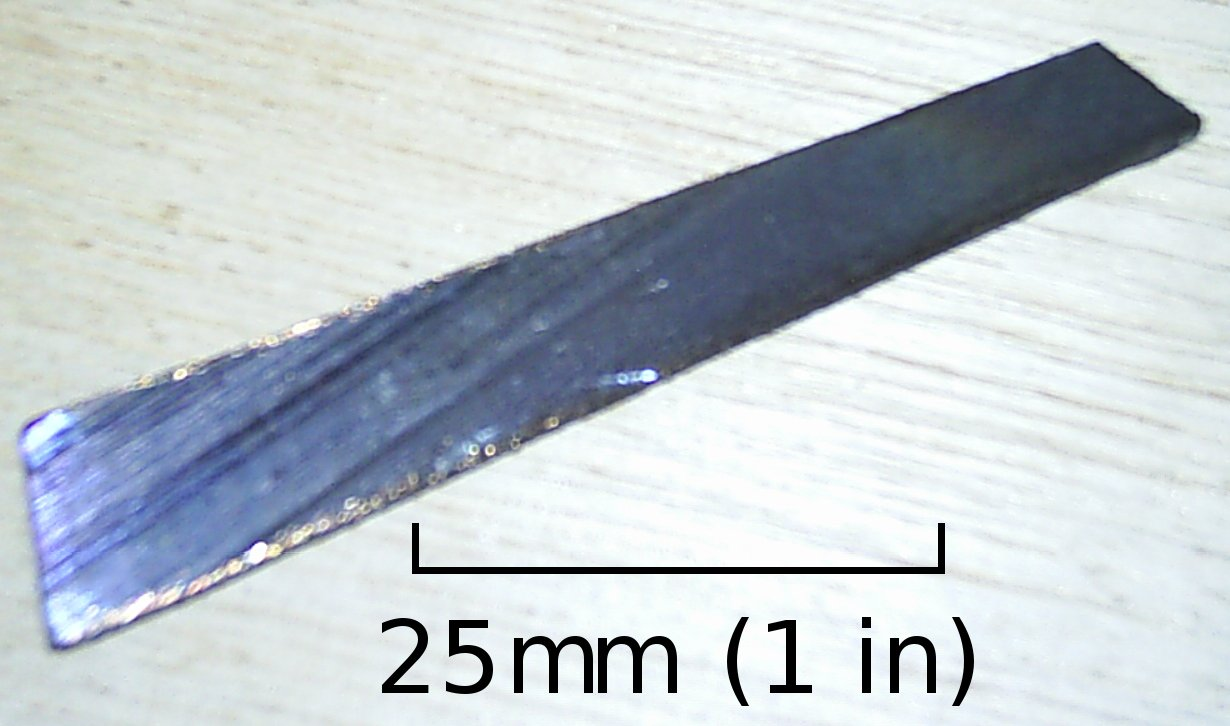
Amostra de 10 gramas de Urânio-238.

Radioisótopos naturais são formados por isótopos, que são átomos com o mesmo número atômico e diferente número de massa, ou seja, isótopos radioativos. A maior parte dos radioisótopos naturais formaram-se na criação da terra, como, por exemplo, o isotópo 238/92U. O isótopo de Urânio-238 não é radioativo, ao contrário do 235, e é usado para construir reatores nucleares e bombas atômicas.